# Viola Di Grado
Viola Di Grado (Catania, 4 giugno 1987) è una scrittrice, orientalista e traduttrice italiana.

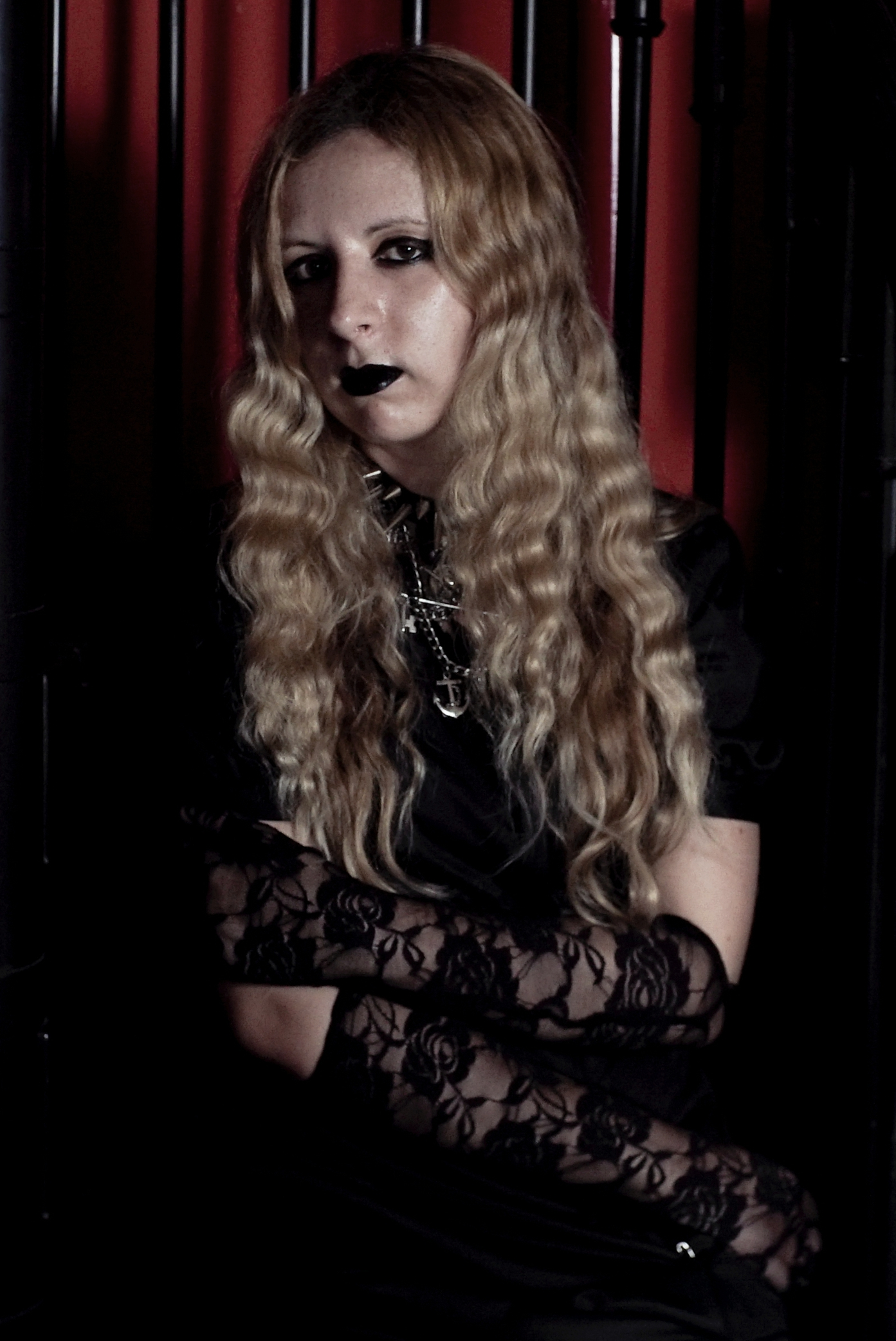
Viola Di Grado

Con il suo primo romanzo Settanta acrilico trenta lana, pubblicato quando aveva 23 anni, è stata la più giovane vincitrice del Premio Campiello Opera Prima e la più giovane finalista del Premio Strega.

## Biografia
Figlia della giornalista e scrittrice Elvira Seminara e del critico letterario Antonio Di Grado, si laurea in Lingue orientali (cinese e giapponese) all'Università degli Studi di Torino e si specializza in Filosofie dell'Asia Orientale alla University of London. Ha vissuto a Leeds e Kyoto: attualmente abita a Londra. Suoi scritti sono apparsi su Vogue, Nuovi Argomenti, La Psicoanalisi, Architectural Digest, Vanity Fair e altre riviste, testate e antologie. Nel 2011, il suo romanzo d'esordio Settanta acrilico trenta lana vince il Premio Campiello Opera Prima per “l'invenzione linguistica spinta fino alla visionarietà”.
Vince il Premio Rapallo Carige Opera Prima ed è tra i dodici finalisti del Premio Strega. Si piazza al primo posto della Classifica di Qualità Pordenone Legge- Dedalus. Al Festivaletteratura di Mantova, ispira una performance teatrale con le musiche composte ed eseguite da Ares Tavolazzi e la partecipazione di Di Grado nel ruolo di protagonista. Viene tradotto in diversi paesi.
Nel 2012 compare tra i 10 romanzi più venduti negli Stati Uniti. 
Nel 2013 Di Grado pubblica il suo secondo romanzo, Cuore cavo (Edizioni e/o, 2013), vince la Civitella Ranieri Fellowship per lavorare al suo terzo ed è tra gli autori prescelti per l'apertura del Vancouver Writers Fest. Nello stesso anno esce Il Superuovo (Feltrinelli - Zoom, 2013) e Di Grado è inclusa tra “gli scrittori più rappresentativi degli ultimi decenni” negli “esempi d'autore” del Dizionario Garzanti 2013.
Nel 2014 Settanta acrilico trenta lana è selezionato tra i finalisti dell'International IMPAC Dublin Literary Award.
Nel 2015 Cuore cavo (tradotto in America e Regno Unito con il titolo di Hollow Heart, Europa Editions) si piazza al primo posto nella lista Goodreads dei libri più votati per il Man Booker International Prize Man Booker International Prize.
Nel 2016 Cuore cavo è tra i cinque finalisti del PEN Literary Award e tra i tre finalisti dell'IPTA Italian Prose in Translation Award. È inoltre finalista all'International Dublin Literary Award 2017.
Nello stesso anno, in seguito all'acquisizione di RCS Libri da parte di Mondadori, Di Grado decide di rompere il contratto appena firmato con Bompiani e seguire Elisabetta Sgarbi ed Umberto Eco nel loro nuovo marchio editoriale, "La nave di Teseo", creato per contrastare il monopolio editoriale che si era venuto a creare. Dopo l'intervento dell'Antitrust, Bompiani è poi ceduta al Gruppo Giunti, sottraendosi alla fusione fra i due colossi editoriali.
Ad aprile 2016 esce Bambini di ferro, un romanzo ambientato in un Giappone del prossimo futuro, in "un mondo in cui il gesto d'affetto non è più spontaneo, deve essere ricreato artificialmente. Un mondo dove l'amore viene affidato a dei dispositivi, solo loro in grado di fornirlo."
Nel 2017 è tra gli autori internazionali prescelti, unica italiana, per il Sydney Writers' Festival e l'Auckland Festival in Australia e Nuova Zelanda.
Dal 2019 collabora con Linus e con Tuttolibri. Su quest'ultimo si occupa prevalentemente di recensire scrittori e scrittrici dell'Asia orientale.
Il 21 marzo 2019 esce Fuoco al cielo, ispirato a una delle vicende più atroci del Novecento. Il libro vince il Premio Viareggio Selezione della giuria e il Premio Grotte della Gurfa. Traduce Messe ocus Pangur bán di Seamus Heaney. 
Nel 2020 traduce "Non morire" di Anne Boyer, vincitore del premio Pulitzer per la saggistica.
Dal 2021 collabora con Vanity Fair e con Domani.
Nel 2022 esce Fame blu, i cui diritti di traduzione vengono venduti in Inghilterra, America, Spagna, Germania, Brasile ancor prima della pubblicazione in Italia.
Il 5 gennaio 2024 è uscito il nuovo romanzo Marabecca.
Alcuni dei temi principali trattati da Di Grado sono l'incomunicabilità, l'alienazione e l'illusorietà dell'io, esplorati attraverso una ricerca linguistica che si avvale di “sottili smottamenti anaforici” e il ricorso a una moltitudine di linguaggi simbolici, tra cui quello delle scritture ideografiche. Nel corso di un'intervista su Fahrenheit su Radio Tre, Di Grado afferma di voler “dimenticare il linguaggio” e cita il filosofo cinese taoista Zhuāngzǐ: “Il linguaggio è una trappola per pesci: quando hai preso i pesci devi dimenticare la trappola”. Cuore cavo racconta la vita di una venticinquenne dopo il proprio suicidio: Di Grado riferisce di aver voluto esplorare la perdita dei confini dell'io e di aver voluto abbattere la barriera che separa vita e morte nelle culture occidentali, presentando la morte “non come evento, ma come quello che in realtà è: un processo.”.
La “chirurgia antiestetica” (l'atto della protagonista di Settanta acrilico trenta lana di tagliare vestiti e ricomporli con l'intento di deturparli) è invece uno dei filoni simbolici del primo romanzo: in un'intervista rilasciata a El País, Di Grado spiega che l'atto rappresenta “una ribellione non solo contro il concetto di moda ma in genere contro la possibilità di condividere qualsiasi tipo di identità”.
Settanta acrilico trenta lana è stato tradotto nei seguenti paesi:
- in Francia (70% acrylique 30% laine) da Éditions du Seuil;
- in Germania (Siebzig Acryl, dreißig Wolle) da Luchterhand;
- negli Stati Uniti e nei paesi anglofoni (70% Acrylic 30% Wool) da Europa Editions;
- in Spagna (Setenta acrílico treinta lana) da Alpha Decay;
- nei Paesi Bassi (70% acryl, 30% wol) da Wereldbibliotheek;
- in Argentina (Setenta acrílico treinta lana) da Editorial Planeta;
- in Portogallo (70% acrílico 30% lã) da Sextante Editora.

## Opere
- Settanta acrilico trenta lana, Edizioni e/o, 2011.
- Cuore cavo, Edizioni e/o, 2013.
- Bambini di ferro, La nave di Teseo, 2016.
- Fuoco al cielo, La nave di Teseo, 2019.
- Fame blu, La nave di Teseo, 2022.
- Marabbecca, La nave di Teseo, 2024.

### Traduzioni
- Da grande di Jami Attenberg, Giuntina, 2018
- Non morire di Anne Boyer, La Nave di Teseo, 2020
- Nuovo cielo, nuova terra di Joyce Carol Oates, Il Saggiatore, 2020
- Rainbirds di Clarissa Goenawan, Carbonio Editore, 2021
- Diari e taccuini 1941-1995 di Patricia Highsmith, La nave di Teseo, 2022

## Premi e riconoscimenti
- Premio Campiello Opera Prima e Premio Rapallo Carige Opera Prima per Settanta acrilico trenta lana.
- Premio Viareggio Selezione della giuria e Premio Grotte della Gurfa per Fuoco al cielo.